# Herbert Zelenko

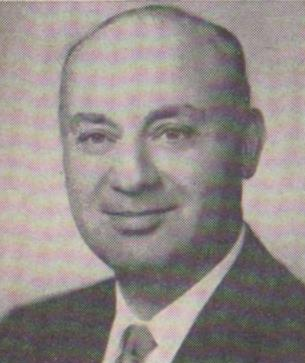
Herbert Zelenko

Herbert Zelenko (* 16. März 1906 in New York City; † 23. Februar 1979 ebenda) war ein US-amerikanischer Jurist und Politiker. Zwischen 1955 und 1963 vertrat er den Bundesstaat New York im US-Repräsentantenhaus.

## Werdegang
Herbert Zelenko besuchte öffentliche Schulen. Er graduierte 1926 an der Columbia University und 1928 an der Columbia Law School. Nach dem Erhalt seiner Zulassung als Anwalt 1929 begann er in New York City zu praktizieren. Als Lektor arbeitete er am Practicing Law Institute und am Law Science Institute. Er war der erste stellvertretende United States Attorney für den südlichen Distrikt von New York. Politisch gehörte er der Demokratischen Partei an.
Bei den Kongresswahlen des Jahres 1954 für den 84. Kongress wurde Zelenko im 21. Wahlbezirk von New York in das US-Repräsentantenhaus in Washington, D.C. gewählt, wo er am 4. Januar 1955 die Nachfolge von Jacob K. Javits antrat. Er wurde drei Mal in Folge wiedergewählt. Bei seiner Nominierung 1962 für den 88. Kongress erlitt er eine Niederlage und schied nach dem 3. Januar 1963 aus dem Kongress aus.
Nach seiner Kongresszeit ging er wieder seiner Tätigkeit als Anwalt nach. Er starb am 23. Februar 1979 in New York City und wurde auf dem Sharon Gardens in Valhalla beigesetzt.